# Dicrotendipes pellegriniensis
Dicrotendipes pellegriniensis är en tvåvingeart som beskrevs av Analia C.Paggi 1987. Dicrotendipes pellegriniensis ingår i släktet Dicrotendipes och familjen fjädermyggor. Inga underarter finns listade i Catalogue of Life.